# Fabio Lombardi
Fabio Lombardi (Meldola, 1961) è un etnomusicologo e organologo italiano, che ha studiato all'Università di Bologna con Roberto Leydi, Tullia Magrini e con l'organologo Febo Guizzi.

## Biografia
Negli anni ottanta del XX secolo ha svolto una ricerca sul campo etno-musicale in Emilia-Romagna, vicino a Forlì e lungo la val Bidente (Meldola, Cusercoli, Bertinoro, Predappio, Forlimpopoli, Civitella, Galeata, Santa Sofia, Bagno di Romagna) che ha contribuito alla riscoperta della musica etnica italiana; in particolare per quanto riguarda gli strumenti musicali, scoprendone alcuni precedentemente ignoti.
Tra gli strumenti documentati a livello etno organologico (in tutto 28, presentati in schede che forniscono dati puntuali su vari aspetti degli oggetti sonori, compresa la descrizione della tecnica costruttiva adoperata dagli informatori), ricordiamo il tamburo a frizione rotante che in Romagna è chiamato “Raganella”; simile ad altri in Italia – come ad esempio il “Mumusu” sardo o la “Rùocciula” calabra – per questo tipo di strumenti a Lombardi si devono le osservazioni sull'accentuazione della resa sonora per l'effetto Doppler.
Quando il piccolo tamburo rotea, infatti, l'ascoltatore percepisce due picchi di frequenza modulati progressivamente ed alternativamente verso l'alto e verso il basso, per l'effetto Doppler e questo porta ad un suono simile al gracidare di rana da cui il nome dello strumento giocattolo.
Altri strumenti sono la cetra pluricorde a zattera con fusti di saggina, il “Viulén”, cioè la cetra tubolare idiocorde con fusto di granturco, che in Calabria è realizzata con fusti di canna; il flauto diritto con zeppa ricavata da una scheggia di canna; lo Zufolo di Romagna, cioè un flauto a tre fori in legno tornito, probabilmente un tempo accoppiato ad un tamburo.
Tra i clarinetti di canna ancora verde – con funzioni di strumento giocattolo effimero – ricordiamo quello a segmenti telescopici, sul modello di altri conosciuti in Italia, e un clarinetto traverso coi fori spostati di un quarto di giro rispetto al piano dell'ancia, per consentire la diteggiatura, attestato anche in Lazio sui Monti Lepini.
Almeno tre strumenti indagati e raccolti da Fabio Lombardi, costruiti dall'informatore Adelmo Crociani di Montevecchio di Civitella (FC), sono conservati nel Fondo Roberto Leydi Strumenti musicali, Centro di dialettologia e di etnografia di Bellinzona, Svizzera.
Si tratta di:
- un oboe di corteccia arrotolata;[11]
- un flauto diritto a bocca zeppata in legno di frassino;[12]
- un flauto a coulisse in corteccia, in legno di frassino.[13]

Altri lavori di Lombardi riguardano un'opera divulgativa sui briganti in Romagna oltre ad argomenti relativi alla storia locale di Meldola, Riccione, Forlì, alla descrizione di alcune Pievi romagnole e all'indagine conoscitiva su quanto di musicale è contenuto nell'Archivio Piancastelli di Forlì.